# NEW BEST NOW (稲垣潤一のアルバム)
『NEW BEST NOW』（ニュー・ベスト・ナウ）は1987年6月5日に発売された稲垣潤一3枚目のベスト・アルバム。

## 解説
カセットテープとCD2形態の発売。レコード会社主導。前所属会社・東芝EMIの発売元であるが現所属のファンハウスの音源も収録された。

## 収録曲
1. オーシャン・ブルー
2. ドラマティック・レイン
3. エスケイプ
4. シーサイド・ショット
5. Shylights
6. ロング・バージョン
7. 月曜日にはバラを
8. UP TO YOU
9. バチェラー・ガール
10. 楽園伝説
11. 夏の行方
12. 夏のクラクション
13. 雨のリグレット
14. 言いだせなくて